# Taklung kagju
Taklung kagju – szkoła kagju buddyzmu tybetańskiego.
Jedna z tzw. ośmiu mniejszych szkół kagju, wywodzących się od ucznia Gampopy (1079–1153) – Pagmodrupy (transliteracja Wyliego. phag mo gru pa rdo rje rgyal po, 1110–1170). Założył ją Taklung Thangpa Taszi Pal (transliteracja Wyliego. stag lung bkra shis dpal, 1142–1210), inicjator klasztoru Taklung Jarthang znajdującego się 120 km na północ od Lhasy w Tybecie. Taklung Thangpa Taszi Pal był jednym z głównych uczniów Pagmodrupy i zrealizował Mahamudrę poprzez mistrzostwo nad „Sześcioma Jogami Naropy”.
Ponadto w linii taklung istnieją przekazy dzogczen od tertona Chokgyur Dechen Lingpa (1829–1870), współzałożyciela ruchu rime, który odkrył termy zebrane w zbiorze Chokling Tersar np. unikatowy przekaz dzogczen kategorii longde w termie Dzogchen Desum. Przekazy te kontynuowane są w linii Chokling. Obecnie głową całej linii taklung oraz dzierżawcą linii Chogyura Lingpy jest J.Ś. Pakciok Rinpocze. J.Ś. zajmuje również stanowisko opata klasztoru Chapagaon w południowej dolinie Katmandu w Nepalu oraz jest głową klasztoru Riwoche w prowincji Dokham w Tybecie. J.Ś odwiedza również regularnie Polskę prowdząc nauki kagju w grupie uczniów we wspólnocie buddyjskiej Rangjung Yeshe Grupa Polska.